# Ritratti dei duchi di Milano con i figli
I Ritratti dei duchi di Milano con i figli sono una serie di dipinti a olio e tempera su intonaco (90 cm di base ciascuno) di Leonardo da Vinci, databili al 1497 e conservati ai lati della Crocifissione di Donato Montorfano nell'ex-refettorio del convento di Santa Maria delle Grazie. Le opere, confermate dalle fonti antiche, sono oggi scarsamente leggibili.

## Storia

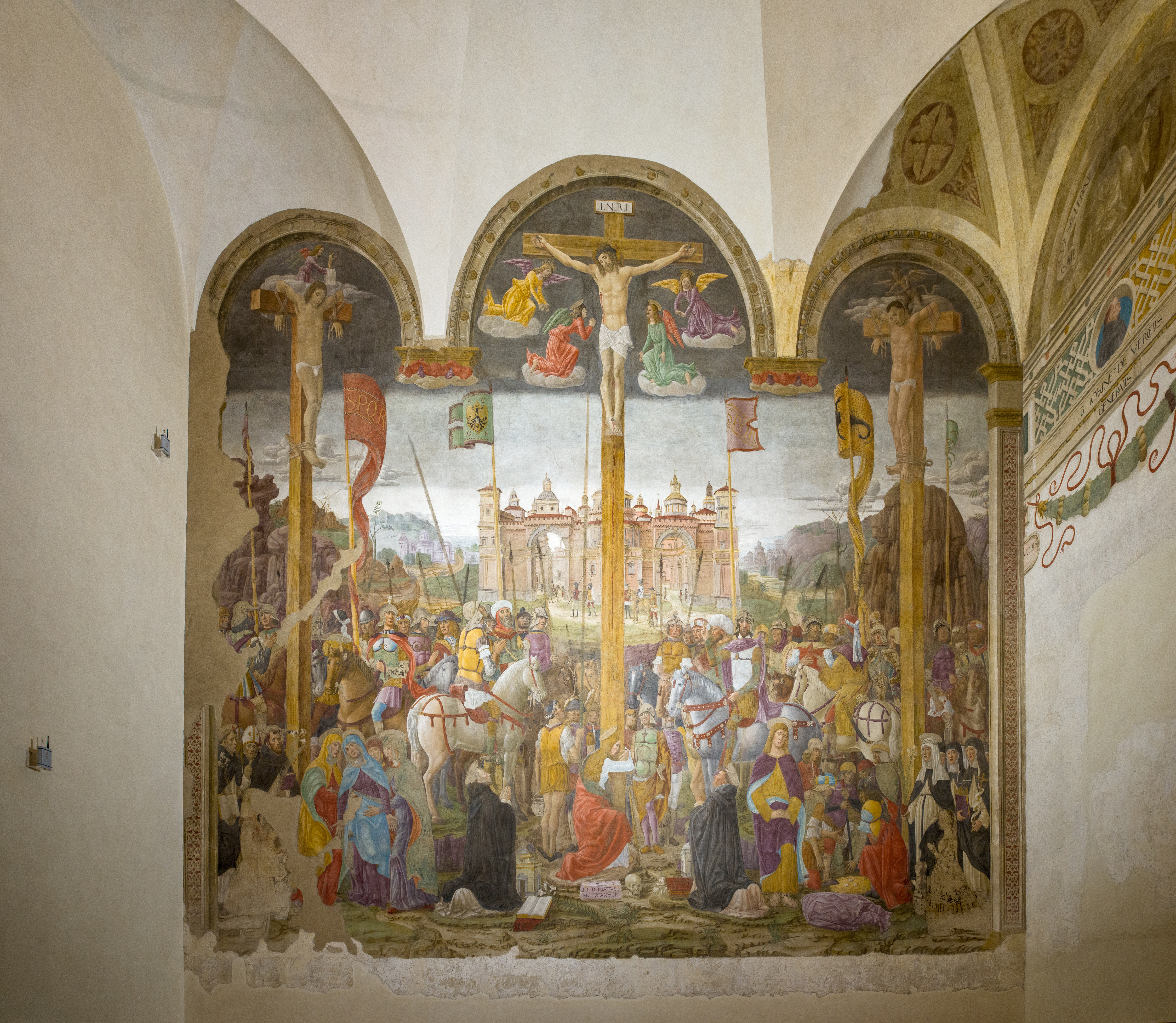
La Crocifissione del Montorfano

Vasari ricordò la pittura a secco del duca di Milano e dei suoi familiari da parte di Leonardo, sulla parete della Crocifissione:
(Giorgio Vasari, Le vite de' più eccellenti pittori, scultori e architettori (1568), Vita di Lionado da Vinci, pittore e scultore fiorentino.)

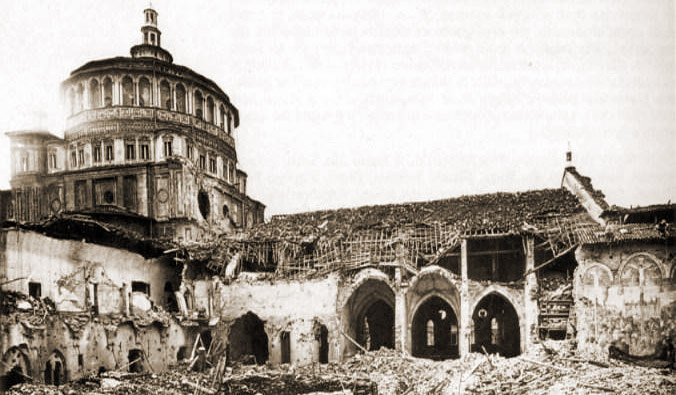
Il dipinto, sulla destra, a seguito del bombardamento del 1943

Anche il Lomazzo, padre Gattico e una lettera di Ludovico il Moro a Marchesino Stanga citano l'opera. La lettera in particolare, datata 29 giugno 1497, invita a sollecitare Leonardo che finisca il Cenacolo "per attendere poi ad altra fazada d'esso refitorio".

## Descrizione e stile
Dell'intervento originario restano oggi pochi frammenti, anche a causa del bombardamento dell'agosto 1943, in cui la volta crollò lasciando esposti gli affreschi alle intemperie (solo sul Cenacolo erano stati posti sacchi di sabbia a protezione). In ogni caso la tecnica a secco aveva già notevolmente compromesso l'opera. Gian Giacomo Gattico scrisse a proposito: «Queste [figure] sono infarcite per essere dipinte a olio, ed egli [Leonardo] contro il suo volere lo fece perché così onninamente volse il duca Ludovico».
La critica, a causa dell'esiguità dei frammenti, ha spesso sottovalutato lo studio della loro autenticità, ma studi recenti, basati su esami scientifici, ribadiscono la piena autografia leonardesca confermando le fonti.

## Galleria d'immagini

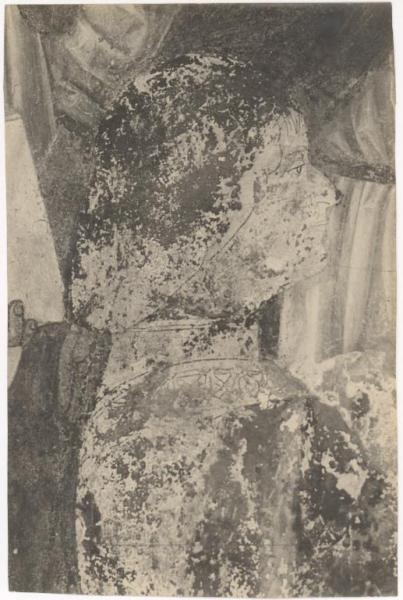
Come si presentava ai primi del Novecento il ritratto di Ludovico, prima di subire gli ulteriori deterioramenti che portarono alla totale caduta del volto.
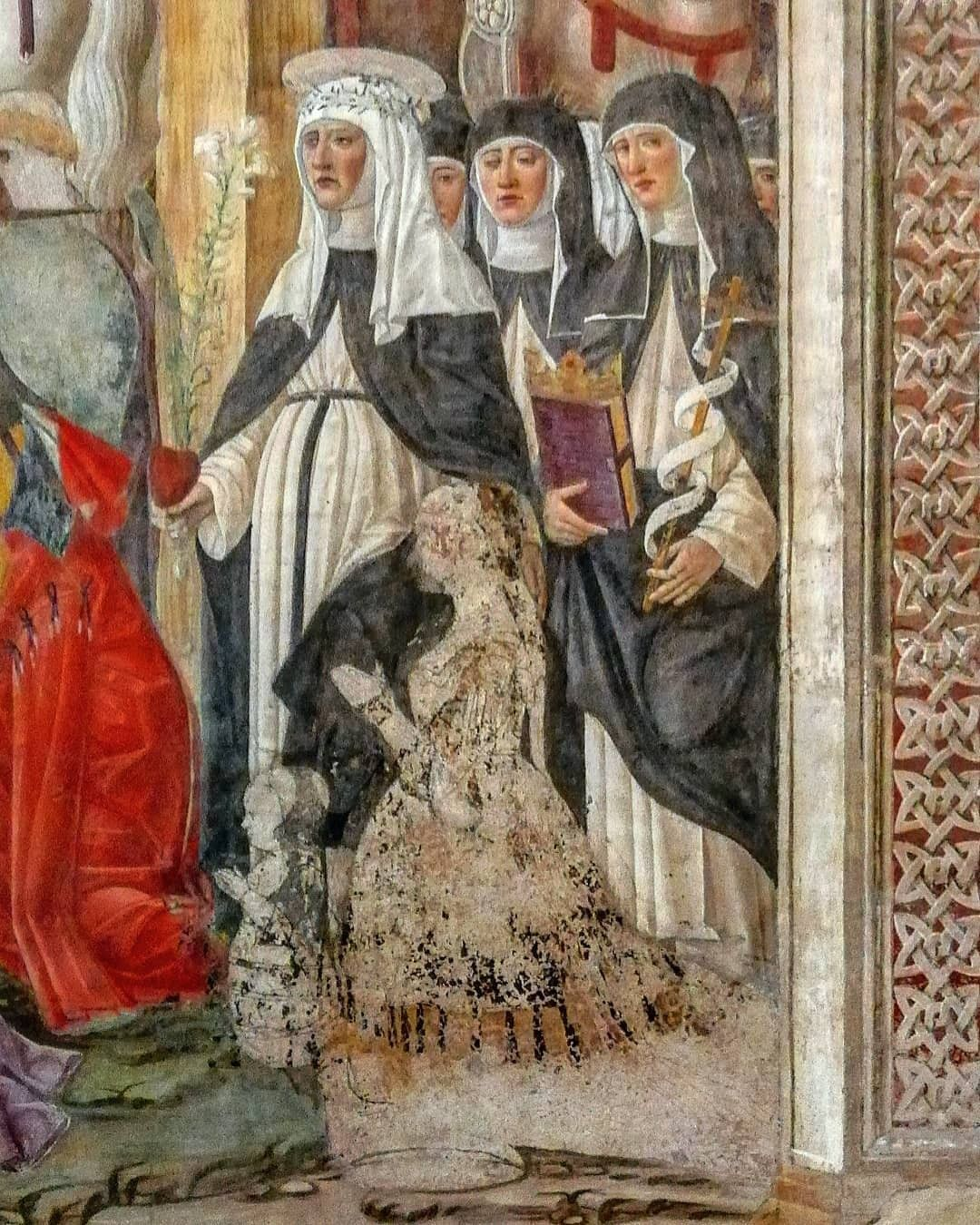
La duchessa Beatrice col secondogenito Francesco.
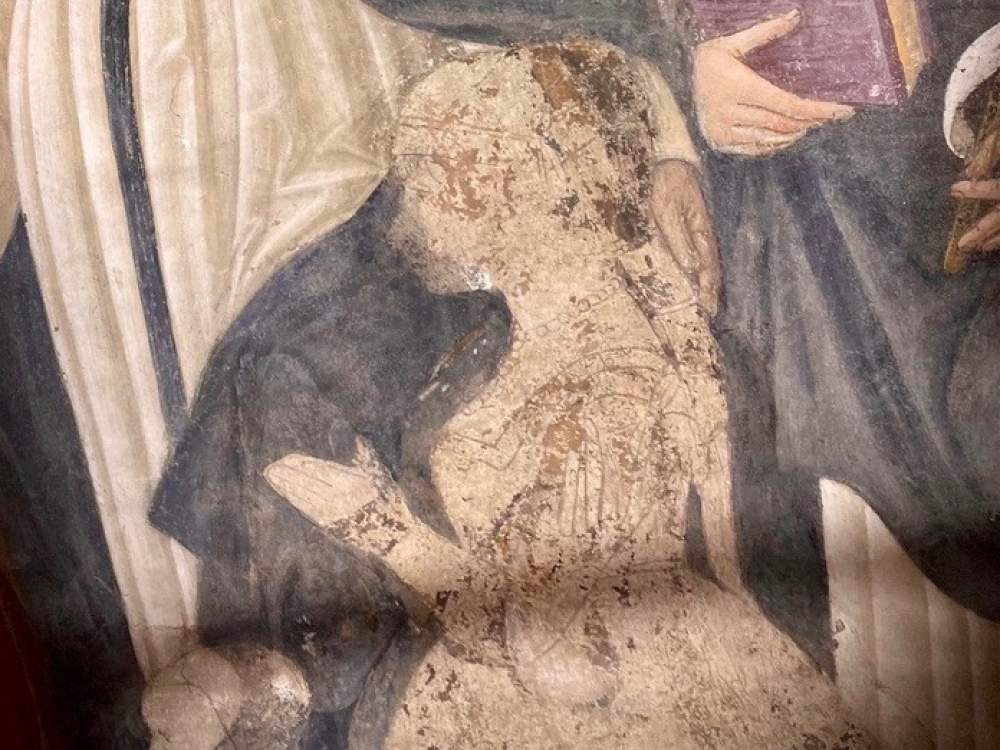
Dettaglio di Beatrice
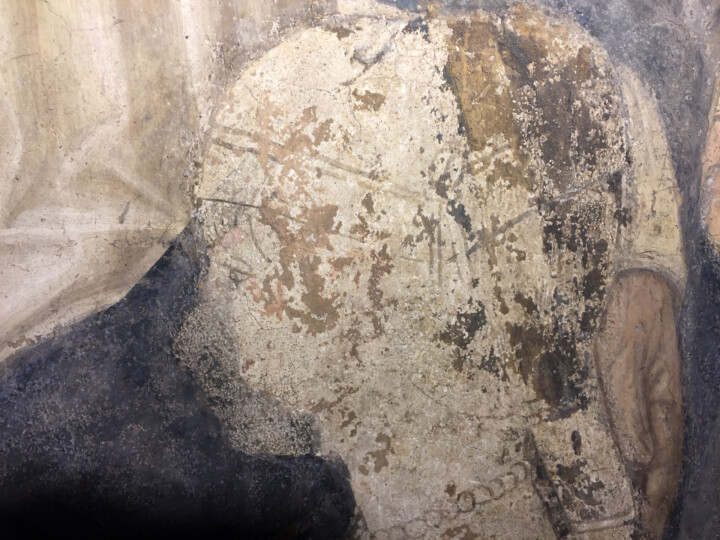
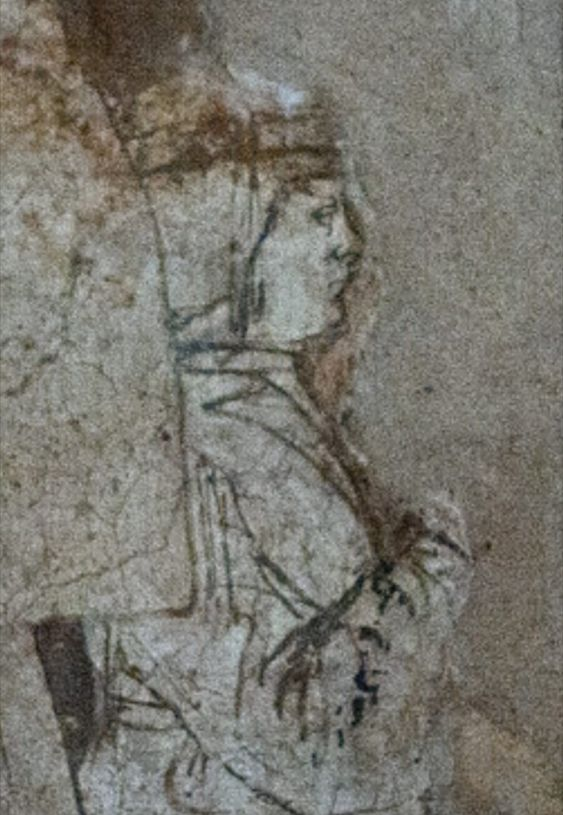
Dettaglio di Ercole Massimiliano
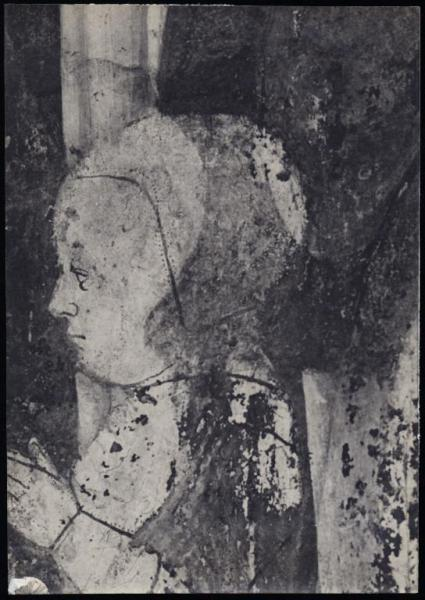
Dettaglio di Francesco